# Der Evangelimann (film)
Pour les articles homonymes, voir Der Evangelimann.
Pour plus de détails, voir Fiche technique et Distribution.
Der Evangelimann (L'Évangéliste) est un film dramatique muet allemand écrit et réalisé par Holger-Madsen et sorti en 1924. Le film des studios allemands UFA, dont le scénario est basé sur l'opéra Der Evangelimann (1895) de Wilhelm Kienzl, met en vedette Paul Hartmann, Hanni Weisse et Elisabeth Bergner. Les décors du film ont été conçus par le directeur artistique Botho Hoefer.
Le film raconte l'histoire d'amour entre le très croyant Mathias et la jeune Martha, idylle brisée par Johannes, l'envieux frère de Mathias. Injustement condamné, Mathias, à sa sortie de prison, deviendra l'Evangelimann, l'évangéliste.

## Synopsis
En Basse-Autriche, au début des années 1820, Mathias Freudhofer et la jeune Martha forment un couple secret et heureux. Jaloux, Johannes, frère de Mathias, essaie d'interférer dans leur bonheur. Après que Mathias et Martha se soient juré fidélité, la jalousie de Johannes fini par se transformer en haine, le poussant à commettre l'irréparable, il met le feu au monastère. Matthias veut aider au travail d'extinction, mais est arrêté, accusé injustement d'être pyromane. Le monde de Martha s'effondre. Après vingt ans d'emprisonnement, à sa sortie de prison, Mathias devient évangéliste. L'homme récite des versets de la Bible principalement à des enfants, mais aussi à Magdalena qui lui servait jadis de « postillon d'amour » pour Martha. 
Magdalena reconnaît Matthias comme la victime de la justice dans l'homme de l'Évangile. Il lui raconte son calvaire, son séjour en prison et la douleur de la perte de Martha qui, entre-temps, a donné naissance à une fille, Florida. Un peu plus tard, Magdalena demande à Matthias de s'occuper d'une personne gravement malade. Matthias est stupéfait lorsqu'il voit que c'est son frère et voyou Johannes qui lui a causé tant de souffrances. Johannes ne reconnait pas son frère et, puisqu'il s'agit d'un homme de Dieu, il confesse son terrible acte d'autrefois. 
Lorsque Johannes reconnaît son frère dans l'Evangelimann, il demande pardon et Matthias pardonne au mourant.

## Fiche technique
- Titre original : Der Evangelimann
- Réalisation : Holger-Madsen
- Scénario : Holger-Madsen, Hermann Kienzl, d'après l'opéra Der Evangelimann de Wilhelm Kienzl
- Photographie : Frederik Fuglsang
- Production : Erich Pommer
- Direction artistique : Botho Hoefer
- Pays de production : République de Weimar
- Langue originale : allemand
- Format : noir et blanc
- Genre : drame
- Durée : 75 minutes
- Dates de sortie :
  - République de Weimar : 4 janvier 1924 (Berlin)

## Distribution
- Paul Hartmann : Evangelimann, enseignant d'une école monastique
- Hanni Weisse : Martha / Florida, sa fille (double rôle)
- Jacob Feldhammer : Johannes, frère d'Evangelimann
- Heinrich Peer : Engel, justicier du monastère de Saint-Othmar
- Elisabeth Bergner : Magdalena
- Hans Leiter : Der Giraffe
- Holger-Madsen : Schneider Zitterbart
- Dr. Jockl : Die Bulldogge
- Harry Halm : mendiant
- Adolphe Engers :
- Loni Nest :
- Sigrid Onégin :